# Chiesa di San Bernardino da Siena (Carpi)
La chiesa di San Bernardino da Siena è la chiesa patronale di Carpi, in via Trento Trieste, 20. Appartiene alla zona pastorale 1 della diocesi e risale al XVII secolo.

## Storia
La chiesa patronale di Carpi, dedicata a Bernardino da Siena, venne edificata dalla Confraternita di San Bernardino. Il cantiere venne aperto nel 1604 e quando i lavori furono ultimati gli interni furono arricchiti di arredi di pregevole fattura e di numerose opere d'arte, molte delle quali in seguito furono spostate nelle sale della Galleria Estense o in altri siti lasciando copie al loro posto.
Un particolare accenno merita il dipinto "San Bernardino da Siena salva Carpi da un esercito nemico", opera seicentesca di Ludovico Carracci eseguita su commissione della confraternita, prima portata nella chiesa di San Bernardino poi in quella di San Bartolomeo quindi voluta dal duca di Modena e Reggio Alfonso IV d'Este per la sua galleria nella capitale del ducato. Il duca prendendo per la sua corte il dipinto ne fece eseguire una copia da lasciare a Carpi. L'opera originale rimase a Modena per circa un secolo e mezzo sino a quando, con l'arrivo dell'esercito d'invasione di Napoleone Bonaparte, questa venne portata in Francia con molte altre opere d'arte e divenne una delle tante spoliazioni perpetrate con i furti napoleonici. In seguito entrò a far parte dei beni a disposizione della cattedrale di Notre-Dame e fu a rischio di distruzione durante l'incendio del 15 aprile 2019.
Durante un'epidemia di colera, nel 1857, l'orefice milanese Giovanni Bellezza offrì il busto reliquiario di San Bernardino da Siena.

## Descrizione
L'edificio sacro si trova vicino al centro storico cittadino e presenta orientamento verso ovest. Il prospetto principale, che appare in laterizio senza rivestimenti, è a capanna con due spioventi ed è suddiviso verticalmente in tre parti. Al centro si trova il portale architravato e, in alto, una finestra rotonda che porta luce alla sala. Il prospetto settentrionale, affacciato su via San Bernardino, mostra nella parte alta alcuni contrafforti. La torre campanaria si alza accanto alla zona presbiteriale sul lato meridionale, non visibile dalle vie Trento Trieste e San Bernardino. La cella campanaria si apre con grandi monofore.
La navata interna è unica e dopo la sua costruzione è stata arricchita con molte opere d'arte in seguito spostate. Conserva vari arredi lignei di pregio e paliotti in scagliola e stucco. L'altar maggiore è del XVIII secolo e conserva il busto con reliquie di San Bernardino offerto dall'orafo milanese Giovanni Bellezza quando carpi fu infestata da un'epidemia di colera, nel 1857.
Nella prima cappella a destra si trova la raffigurazione del Martirio di San Lorenzo attribuito a Jacopo Palma il Giovane e nella seconda cappella il San Carlo Borromeo opera di Camillo Procaccini.

## Danni dal terremoto
La chiesa fu danneggiata dal terremoto dell'Emilia del 2012 e riaperta al culto due anni dopo.